# Église Saint-Pothin de Lyon
L'église Saint-Pothin est un édifice religieux de la ville de Lyon, situé place Édgar Quinet dans le quartier Foch, dans le 6e arrondissement. Par arrêté préfectoral du 2 mai 2007, elle a fait l’objet dans son intégralité d’une inscription au titre des Monuments Historiques,.

## Histoire

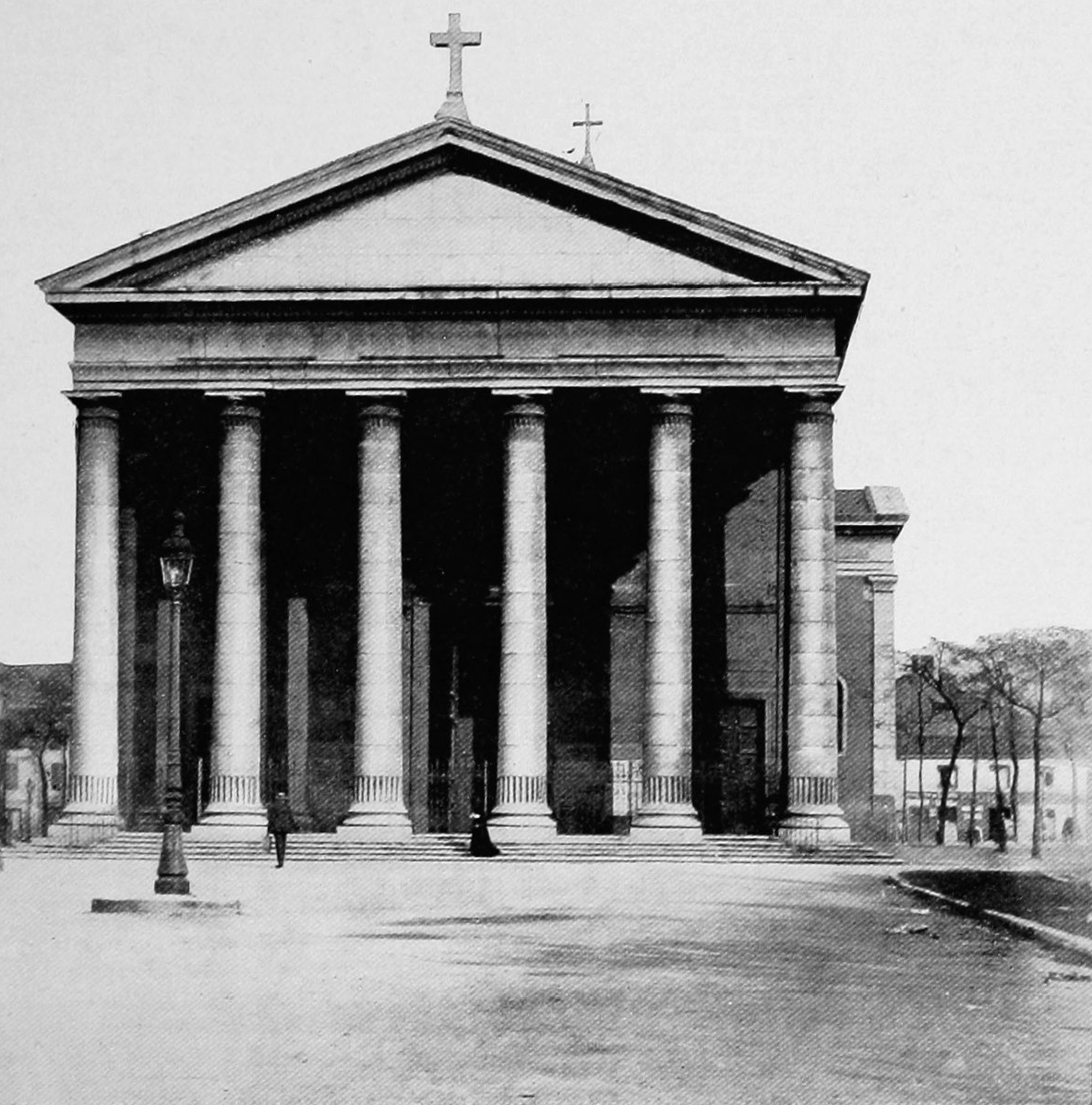
L'église en 1901-1902.

La création de la paroisse Saint-Pothin et la construction de son église s’inscrivent dans le développement urbanistique que connut le quartier des Brotteaux à compter de la fin du XVIIIe siècle. Celui-ci faisait alors partie de la commune de La Guillotière qui devait être rattachée de force à la ville de Lyon en 1852, constituant son troisième arrondissement.
L’urbanisation progressive du quartier suivit un plan dressé par Jean-Antoine Morand (1727-1794), architecte à Lyon, l’église Saint-Pothin constituant l’un des éléments structurant du nouveau parcellaire. Si une chapelle fut ouverte dès 1818, Les Brotteaux durent la création d’une succursale de la Guillotière sous le vocable de Saint-Pothin bien plus à la pression de notables qu’à la sollicitude particulière de l’archevêché lyonnais. Une ordonnance royale du 21 juin 1826 concrétisa ainsi leurs aspirations, facilitant par là même le projet de construction et de financement de l'église, les limites de la paroisse n’étant toutefois fixées qu’en 1827.

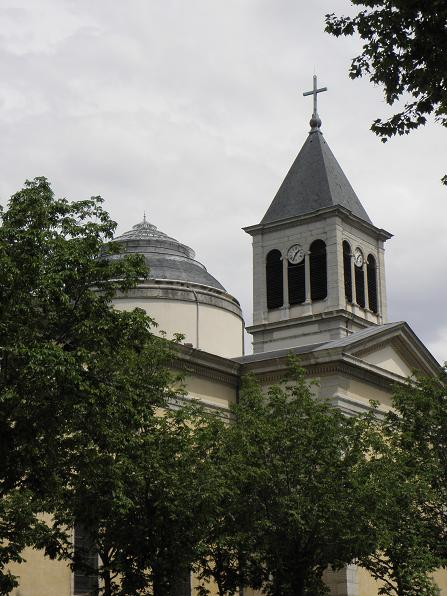
Coupole et clocher de Saint-Pothin.

Les Hospices Civils de Lyon firent don du terrain en 1835 et un concours fut organisé par les édiles de La Guillotière. Le Lyonnais Christophe Crépet (1807-1856), architecte-voyer de La Guillotière devait en être le lauréat. Issu de l’École des Beaux-Arts de Paris (atelier de Vaudoyer), il dressa un projet néoclassique qui fut partiellement exécuté de 1841 à 1843. 
En effet, le budget, sous-évalué eu égard à l’ampleur du projet, tripla, induisant par souci d’économie l’ajournement de la décoration de l’église (notamment le fronton triangulaire de sa façade) et l’emploi de matériaux de moindre qualité, cette dernière mesure engendrant des désordres architecturaux. Si l’église fut inaugurée le jour de Noël 1843, dès 1867, l’architecte de la ville de Lyon, Tony Desjardins conduisit une campagne de restauration, de même que l’architecte Claudius Porte en 1874 et 1876-1877.
Adrien Rougier, alors organiste titulaire de la paroisse, obtint que Maurice Duruflé vînt jouer en personne la première de son Requiem dans sa version pour orgue.

## Architecture
Réalisation majeure de Crépet, l’église Saint-Pothin de Lyon présente un plan en croix latine. Précédée d’un portique hexastyle d’ordre dorique, la nef centrale aveugle, voûtée en plein-cintre et accostée de deux collatéraux conduit au carré du transept couronné d’une coupole. Les transepts ne nuisent aucunement à l’impression de basilique romaine qui se dégage des colonnades ioniques de la nef principale, le chœur terminé en cul-de-four occupant un espace d’autant plus réduit qu’y trônent les grandes orgues. Le clocher et les sacristies se situent au-delà du chœur.

## Décor intérieur
- Fresque de la coupole réalisée en 1893-1894 par Étienne Couvert (1856-1933), artiste lyonnais, figurant la Vierge et les douze apôtres, agrémentée d’une verrière de Lucien Bégule[7], représentant la colombe du Saint-Esprit.
- Vitraux de son fils, Émile Bégule (1880-1972), réalisés par les ateliers grenoblois Balmet en 1932 dressant un intéressant parallèle entre les fondateurs de l’Église de Lyon (Saint-Irénée, Saint-Polycarpe, Sainte-Blandine et Saint-Pothin) et de celle de France (Sainte Geneviève, Sainte-Clotilde), où les saints occupent le collatéral nord, guidés par l’évangéliste Jean, et les saintes le collatéral sud, conduites par la Vierge, gardienne de la cité.
- Chemin de croix monumental statufié, et bas-relief de marbre dans le transept sud représentant la Cène.

## Galerie

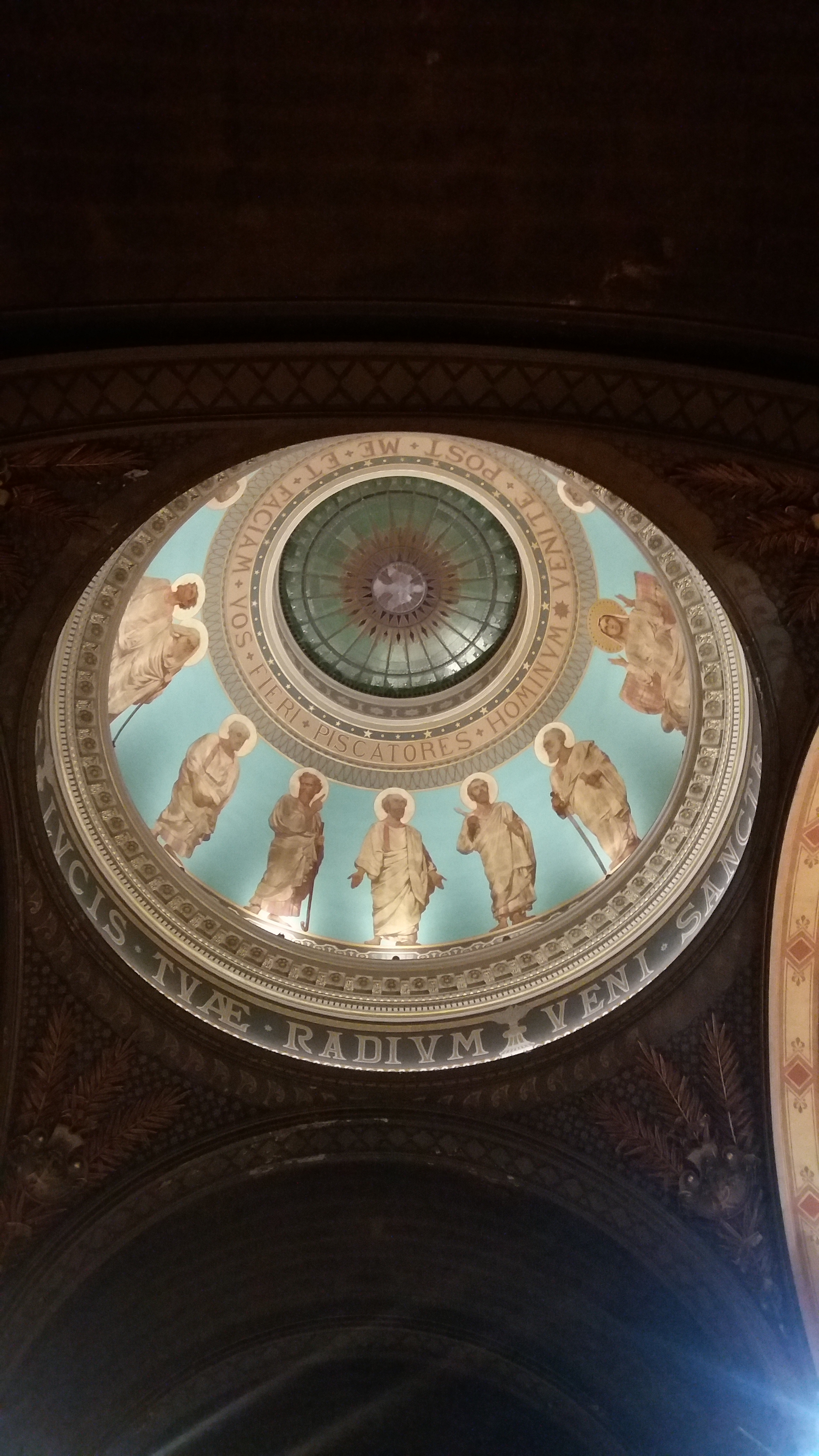
Coupole
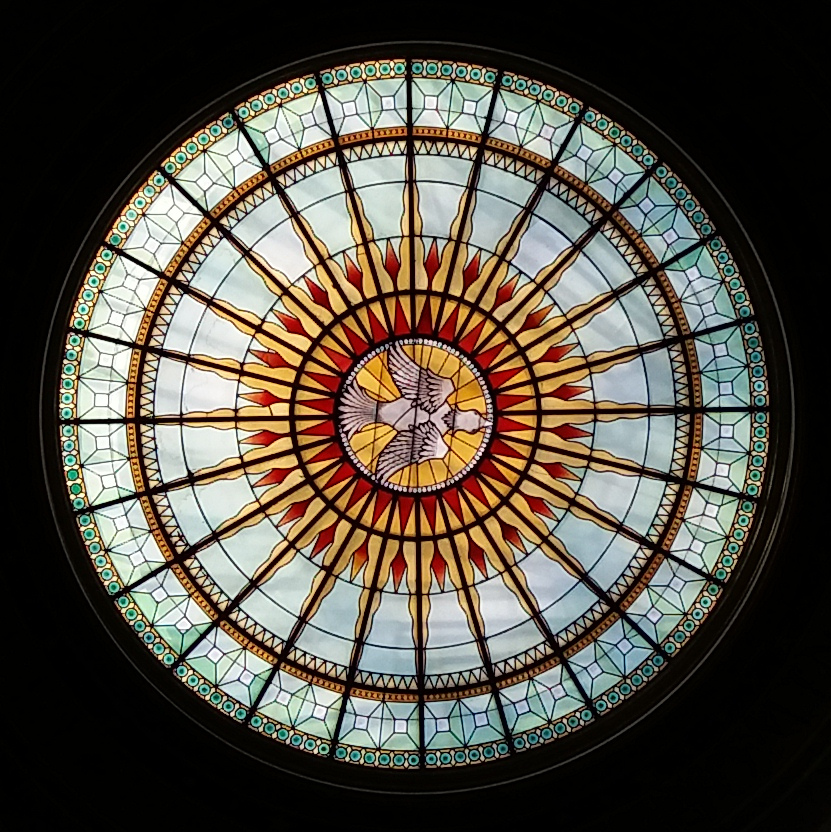
L'Esprit-Saint sous forme d'une colombe entourée d'une gloire, Lucien Bégule, 1892.
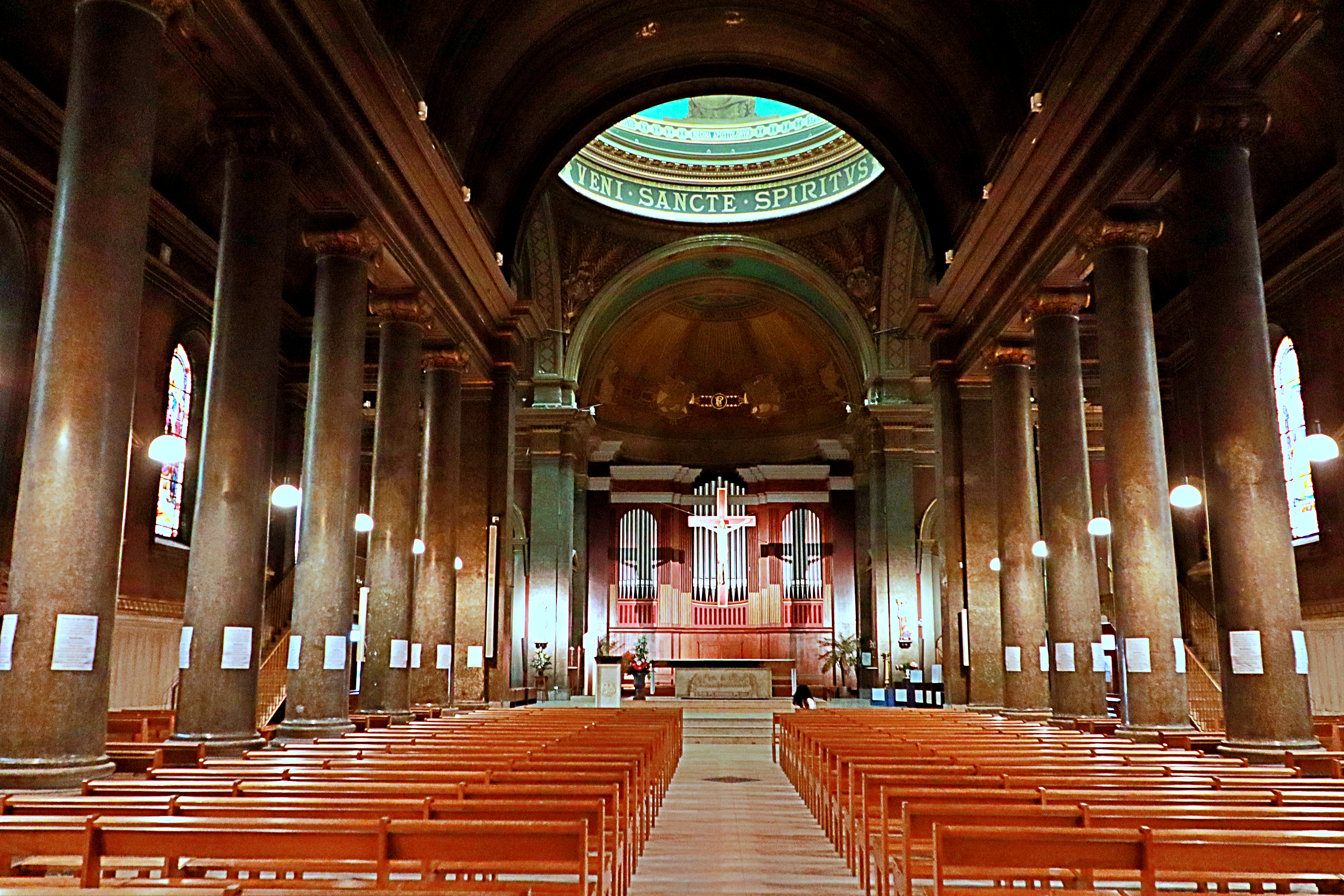
Nef et chœur
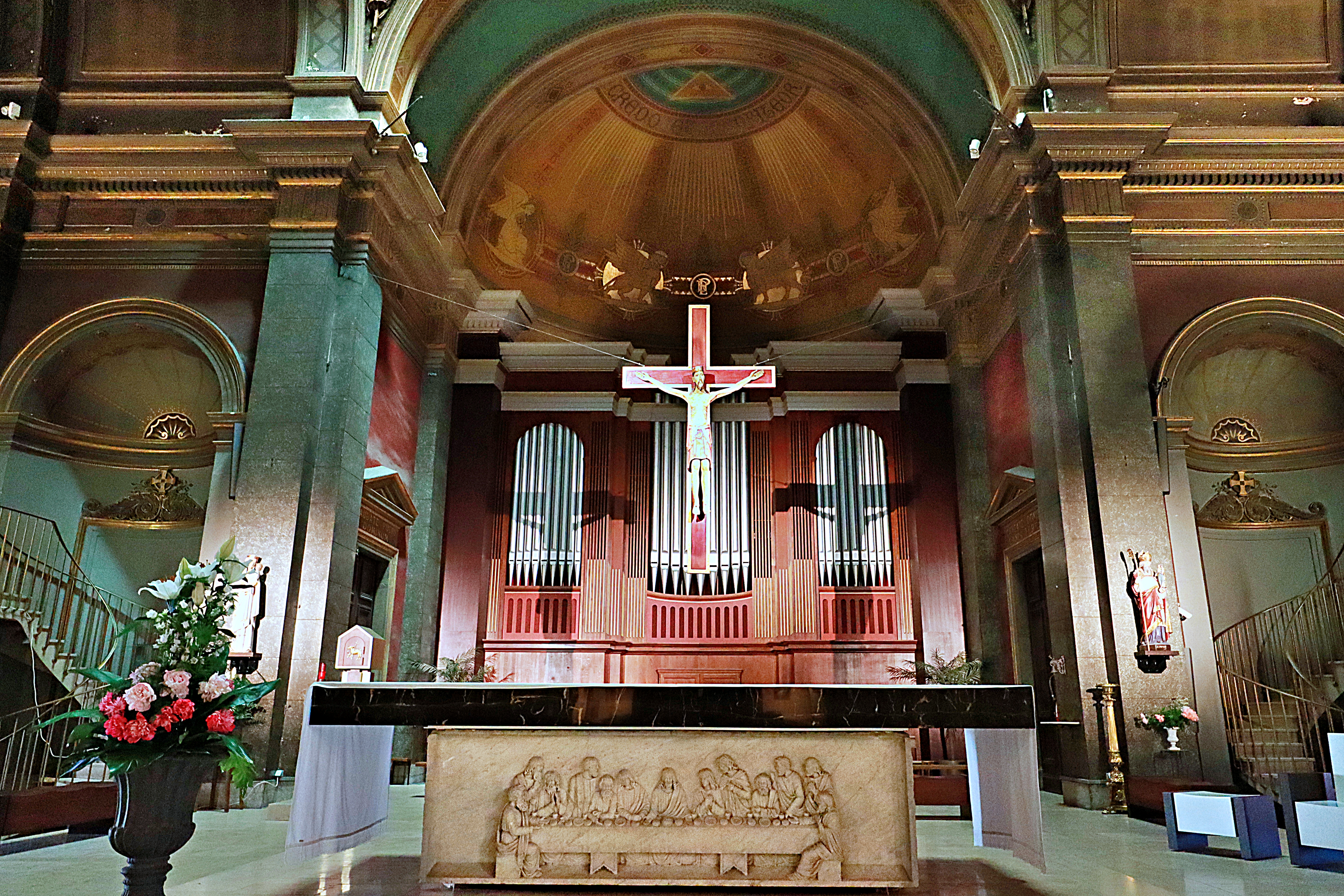
Chœur

## Orgues
Le premier orgue de l'église Saint-Pothin aurait été construit en 1846 par la société Daublaine-Callinet.
En 1875, lorsqu'il fut question de la restauration (voire de l'agrandissement) de cet instrument, le conseil de fabrique négocia avec Joseph Merklin, facteur d'orgues alors installé depuis à peine trois ans à Lyon et dans le même arrondissement. Décision fut finalement prise de construire un orgue neuf. Le nouvel orgue, à deux claviers et un pédalier, fut ainsi construit en 1876 par la manufacture J. Merklin & Cie (qui reprend d'ailleurs l'ancien orgue, à titre d'échange partiel), dans des dispositions techniques permettant aisément une augmentation ultérieure de la partie instrumentale. Et l'orgue fut effectivement augmenté, par la même manufacture en 1880 puis par Michel - Merklin & Kuhn en 1910.
En 1942, la paroisse confia la réfection et l'agrandissement de l'orgue à la société Ruche & Cie, projet qui aboutit en 1945 en un nouvel orgue à trois claviers et un pédalier, ré-utilisant le matériel Merklin.
Enfin, en 2004, l'orgue actuel est construit, en réutilisant l'ancien, par la société Kern.
L'orgue de Saint-Pothin fut un élément important de la vie musicale lyonnaise après la Seconde guerre mondiale. Adrien Rougier, titulaire à compter de 1945, invita notamment à la tribune Marcel Dupré, Pierre Cochereau, Maurice Duruflé, Gaston Litaize, Jeanne Demessieux, Jean Langlais et Marie-Claire Alain.
Après Loïc Mallié,, l'actuel titulaire est Octavian Saunier.

## Vitraux

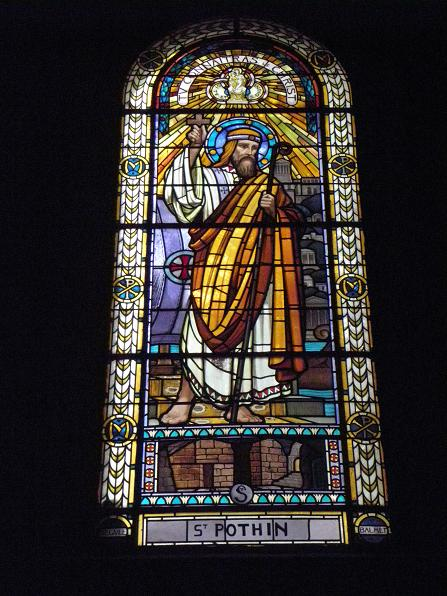
Saint Pothin
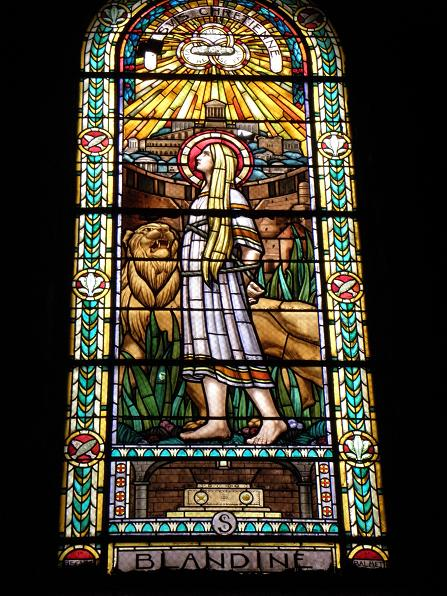
Sainte Blandine
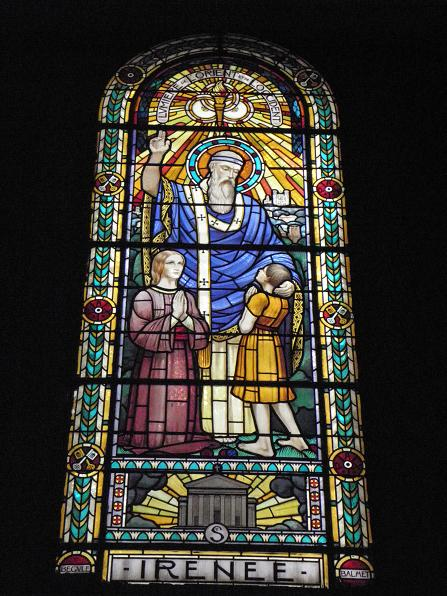
Saint Irénée
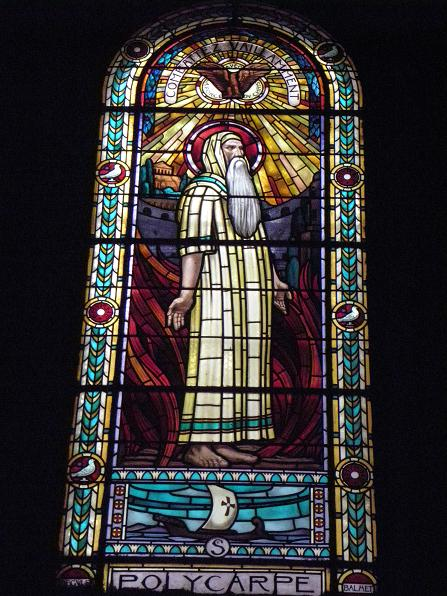
Saint Polycarpe
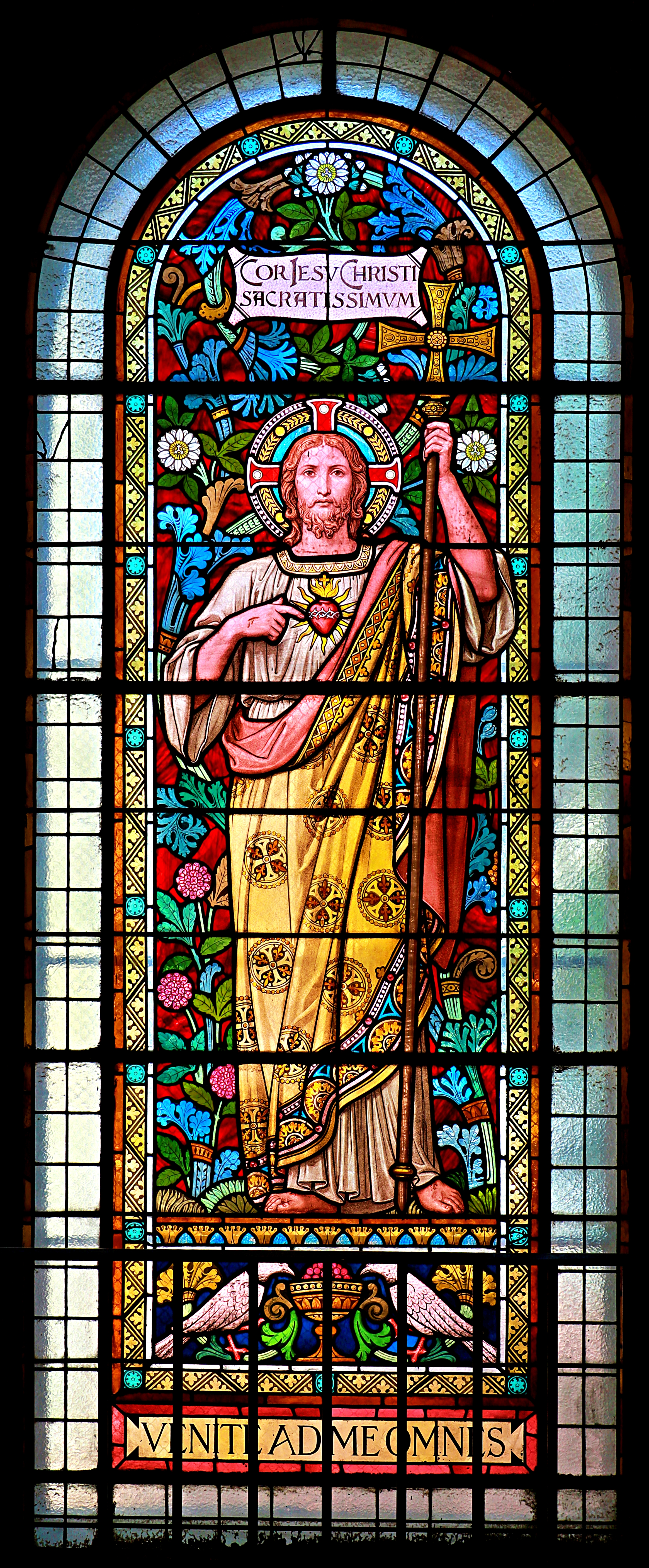
Christ
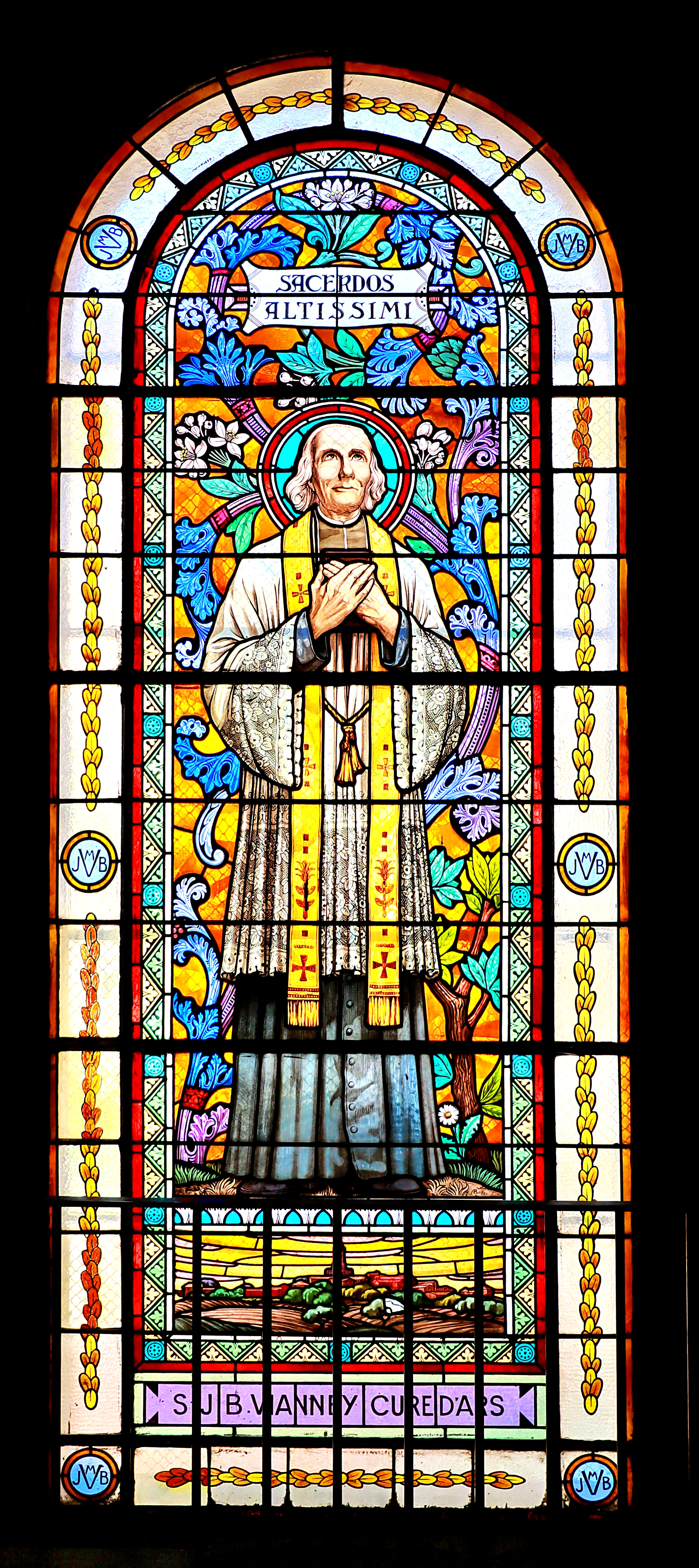
B. Vianney, curé d'Ars
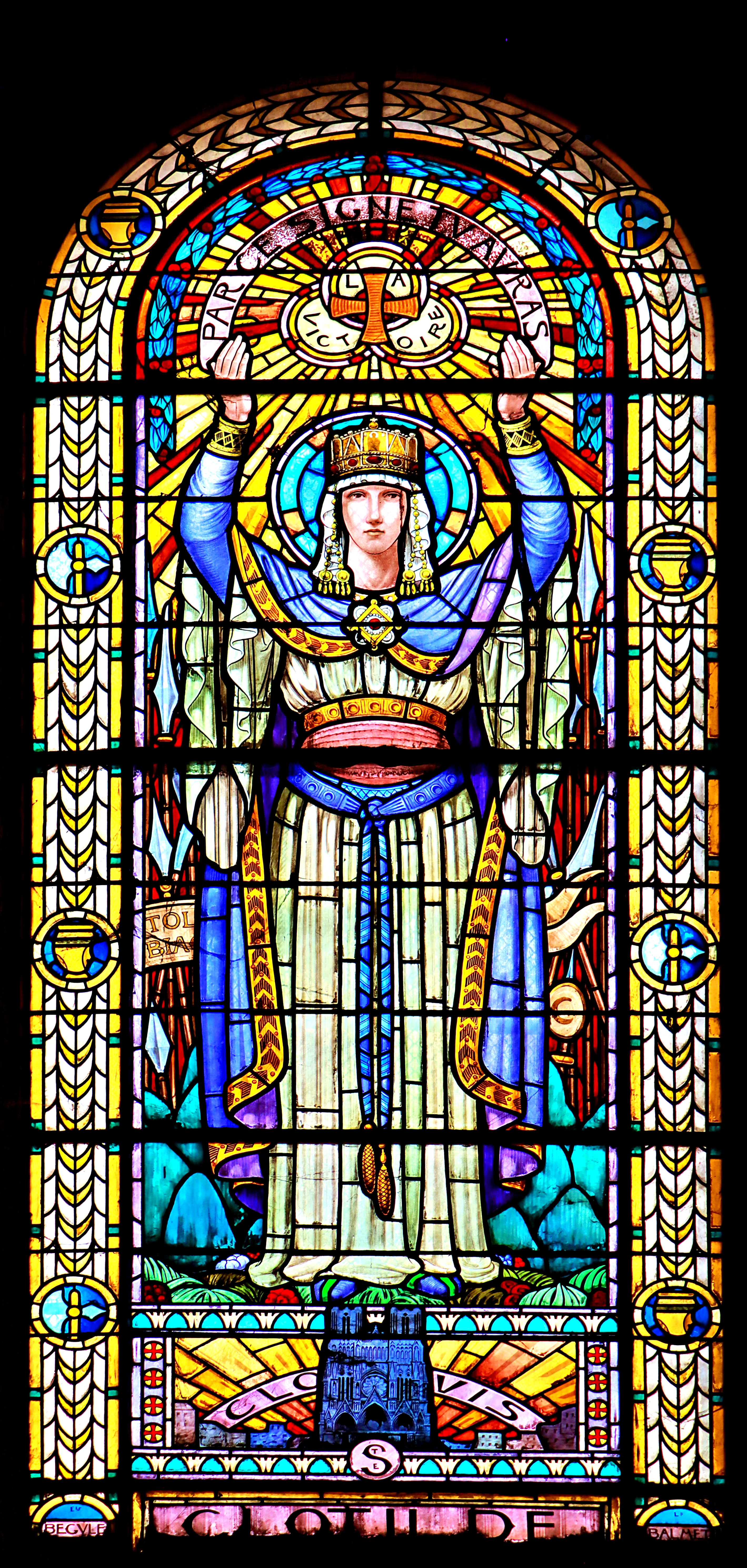
Sainte Clotilde
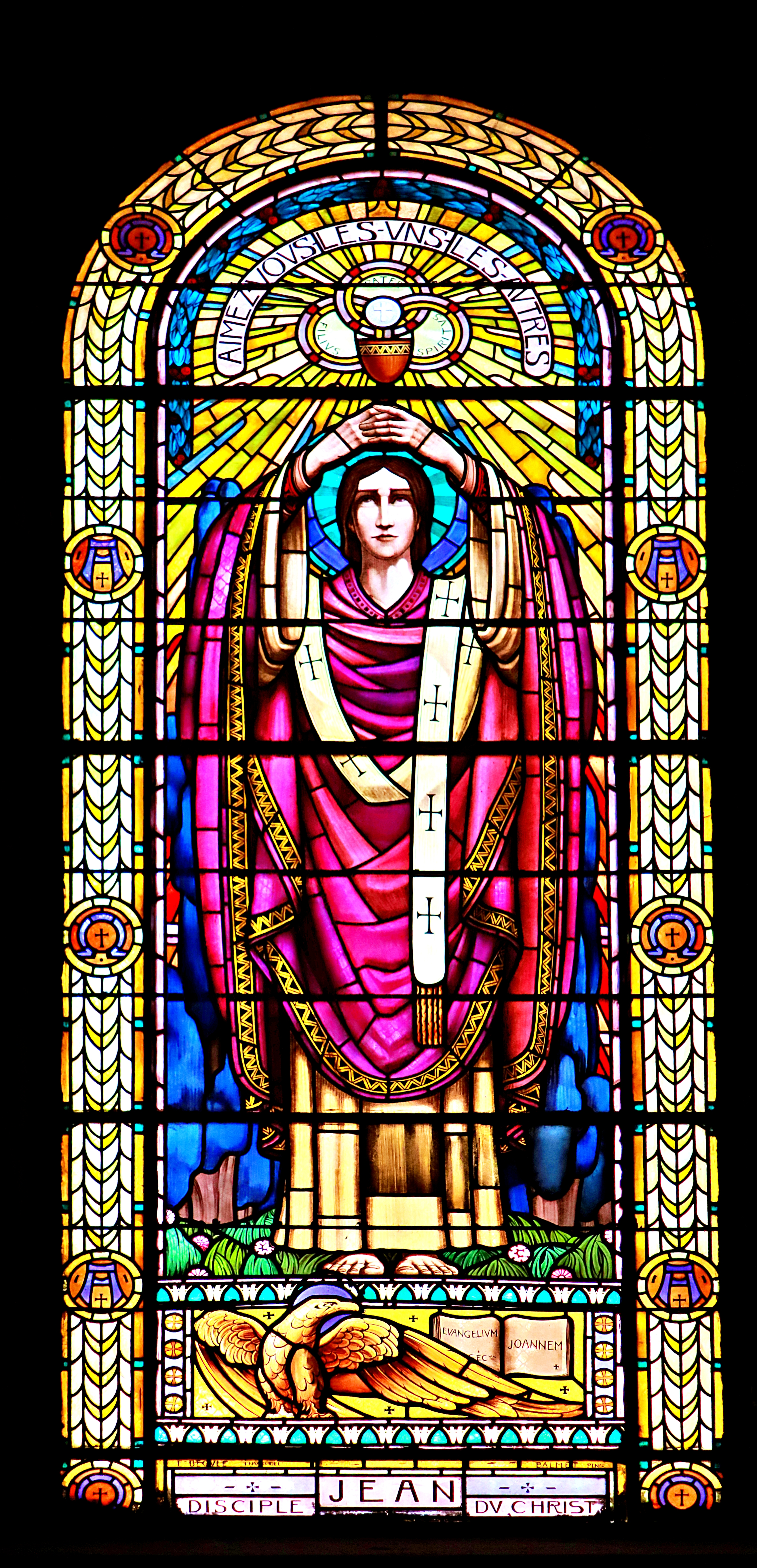
Saint Jean
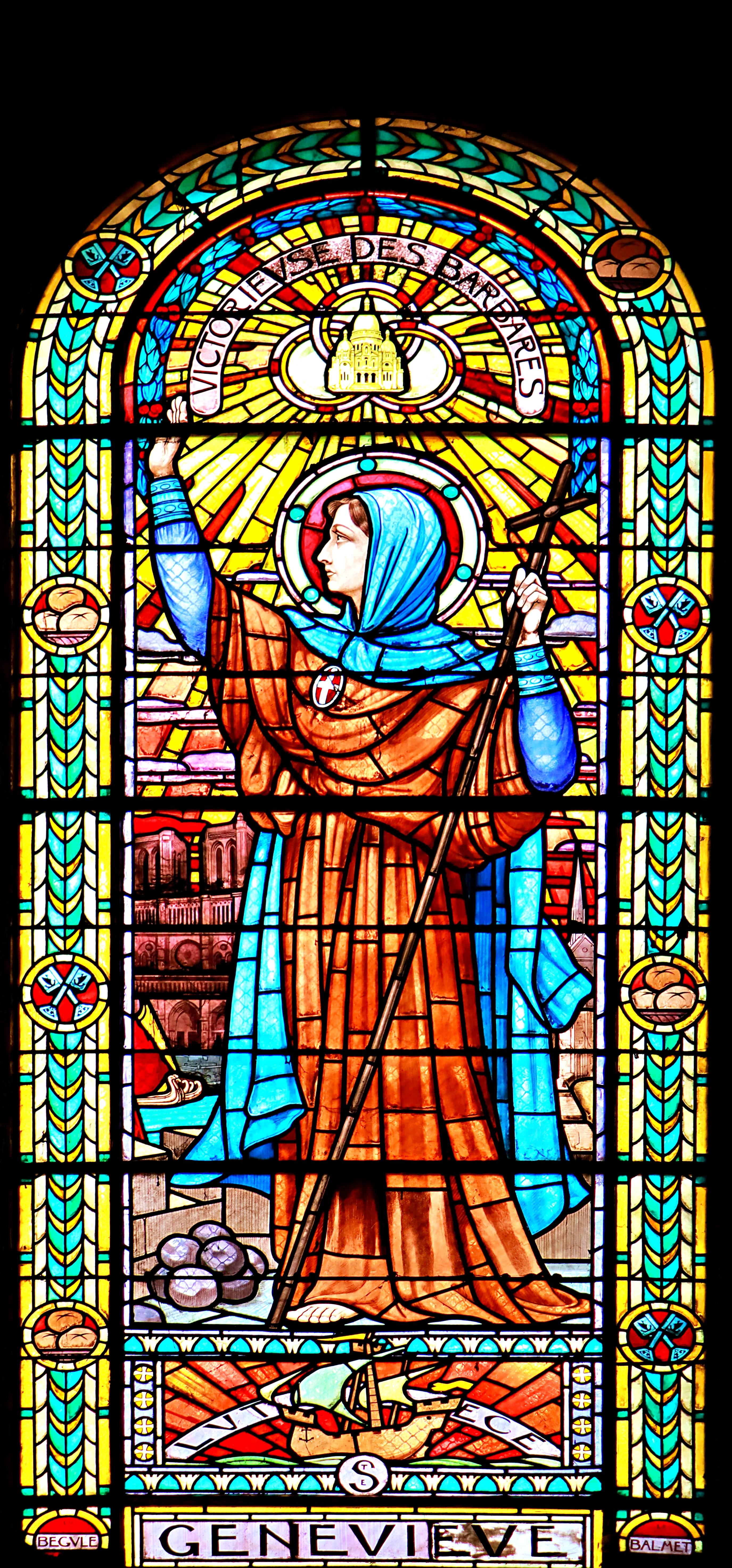
Sainte Geneviève
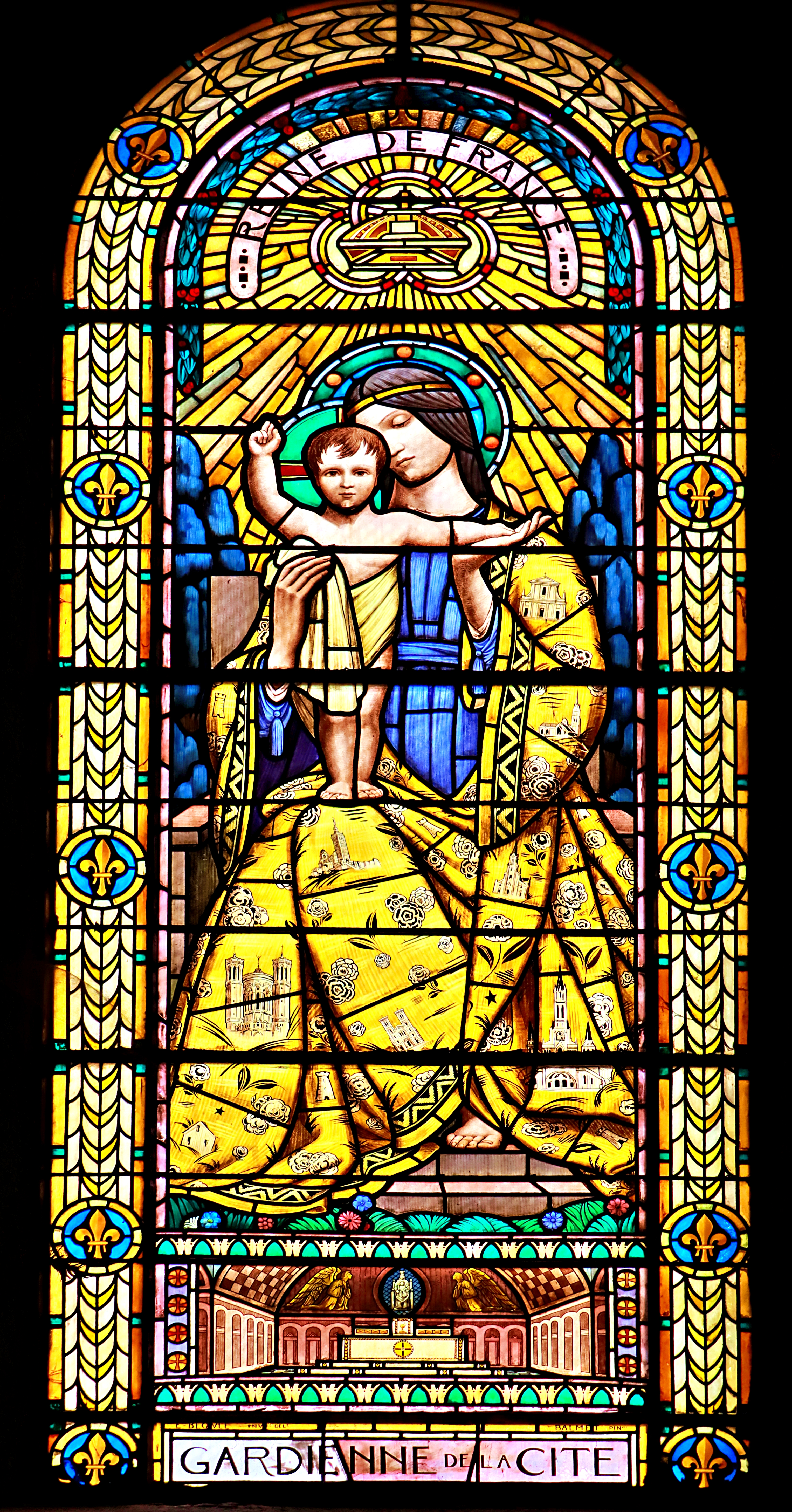
Gardienne de la cité